# آرومانی‌ها
آرومانی‌ها (به آرومانی: Armãnji)  یک گروه قومی که به یک زبان رومی شرقی صحبت می‌کنند، بومی جنوب بالکان، در جنوب شرقی اروپا به‌طور سنتی در مرکز و جنوب آلبانی، جنوب غربی بلغارستان، شمال و مرکز یونان و مقدونیه شمالی زندگی می‌کنند، و در حال حاضر در مرکز و جنوب آلبانی، جنوب غربی بلغارستان، جنوب غربی مقدونیه شمالی، شمال و مرکز یونان، جنوب صربستان و جنوب شرقی رومانی یافت می‌شوند. دیاسپوراهای آرومانی که خارج از این مکان‌ها زندگی می‌کنند نیز وجود دارد. آرموانی‌ها با نام‌های متعدد دیگری مانند «ولاک‌ها» یا «مقدو-رومانیایی» شناخته می‌شوند.
واژه «ولاک» در یونان و سایر کشورها برای ارمنی‌ها به کار می‌رود، که این واژه در گذشته برای اشاره به تمام مردمان رومی زبان شبه جزیره بالکان و منطقه کوه‌های کارپات (جنوب شرقی اروپا) رواج بیشتری داشته‌است.
زبان بومی آنها، آرومانیایی، یک زبان رومی شرقی است که بسیار شبیه به رومانیایی است، که دارای گویش‌های کمی متفاوت برای خود است. این زبان از زبان لاتین عامیانه است که توسط مردم پالئوبالکان (به عنوان مثال، تراکیان رومی شده و داسیان مرتبط) پس از رومی شدن آنها صحبت می‌شود. زبان آرومانیایی دارای بسیاری از ویژگی‌های مشترک با آلبانیایی، بلغاری و یونانی است. با این حال، اگرچه وام‌های بسیاری از یونانی، اسلاوی و ترکی دارد، واژگان آن در اصل بیشتر رومی است.